# تاتیانا چورکوویچ
تاتیانا چورکوویچ (سیریلیک صربی: Татјана Ђурковић؛ زادهٔ ۵ اوت ۱۹۹۶) بازیکن فوتبال اهل مونته‌نگرو است.
وی همچنین در تیم‌های ملی فوتبال Montenegro women's national under-17 football team, Montenegro women's national under-19 football team، و زنان مونته‌نگرو بازی کرده‌است.